# Бадија
42° 57′ 20″ С; 17° 09′ 40″ И / 42.955556° С; 17.161111° И
Бадија је највеће острво Корчуланског архипелага у хрватском делу Јадранског мора површине 0,97 км². Пошто је граница између острва и острвца 1 км² Бадија је највеће острвце у Хрватској. Смештено је у источном делу Пељешког канала, близу града Корчуле. Кречњачке је грађе, обрасло макијом и боровином. Има пријатну климу. Дужина обалске линије је 4,16 км.
Први пут се помиње 1368. године као Шкољ (острво) Светог Петра (Scolenum sancti Petri). Године 1392. насељавају га фрањевци из Босне. 
Име Бадија је добило по самостану (лат. abbatia - опатија) који је изграђен на преласку из XV у XVI век. Данашња црква је ренесансно дело, а монументални клаустар саградили су корчулански мајстори у XV-XVI веку. Самостан је доживео разне преправке, 1909. године је проширен и дограђен. После ослобођења у Другом светском рату фрањевци су га напустили, а 1950. године је преуређен у спортски центар и одмаралиште.

## Занимљивости
- Српски академик Дејан Медаковић део свог гимназијског образовања стекао је у фрањевачком манастиру на Бадији;
- Југословенски филм Црни бисери, режисера Томе Јанића из 1958. године снимљен је на острву.